# رابرت دیلون
رابرت دیلون (انگلیسی: Robert Dillon؛ زادهٔ) فیلم‌نامه‌نویس اهل ایالات متحده آمریکا است.